# Pliage
Pour les articles homonymes, voir Pliage (homonymie).
 (août 2019).
Si vous disposez d'ouvrages ou d'articles de référence ou si vous connaissez des sites web de qualité traitant du thème abordé ici, merci de compléter l'article en donnant les références utiles à sa vérifiabilité et en les liant à la section « Notes et références ».
Le pliage est une technique qui consiste à déformer la matière plate (feuilles ou tôles) selon un pli (rectiligne). Pour les profilés (barres ou tubes), matériaux dont la section est plus épaisse que large par rapport au sens de pliage, on parle généralement de cintrage.

## Pliage du papier et du carton
Plusieurs arts et loisirs s'appuient sur le pliage du papier. Au Japon, ils sont regroupés sous le terme chiyogami ; il y a parmi eux l'origami, qui désigne l'art du pliage du papier (sans découpage ni collage), le kirigami, faisant en plus intervenir le découpage, et le pepakura, combinant pliage, découpage et collage. La pratique du pepakura (dont le nom vient de l'anglais papercraft) correspond à la confection de maquettes en carton ou en papier. On peut enfin mentionner l'art du jiǎnzhǐ, en Chine, dans lequel le pliage du papier permet d'obtenir des découpes symétriques utiles à la réalisation de certains motifs. 
Il existe des techniques pour fabriquer des meubles en carton, faisant intervenir le découpage et le pliage.
Dans le domaine du livre, le pliage est une technique de façonnage de celui-ci. Il est réalisé manuellement ou industriellement, dans des imprimeries, où l'on appelle la technique la pliure. Cela peut alors également s'appliquer à des emballages ou diverses formes d'objets industrialisés.

## Pliage du bois
La technique du pliage à chaud permet de façonner de fines feuilles de bois humides, par l'utilisation d'un fer à cintrer.

## Pliage du métal (chaudronnerie et carrosserie)

Exemple de pliage en l'air

La machine utilisée pour le pliage de métal en feuilles (presse plieuse) est dotée d'une matrice en vé et d'un poinçon.
La tôle peut être déformée de deux manières :
- pliage en l'air : la tôle couteau n'atteint pas le fond du vé ;
- pliage en frappe : la tôle atteint le fond du vé.

Le pliage se pratique avec des matériaux métalliques, plastiques ou composites. Le choix des conditions — largeur du vé, type de couteau, puissance de la presse — dépendent de la limite élastique du matériau, de l'épaisseur de la tôle et de l'angle de pliage : au début de la manœuvre, il y a déformation élastique en flexion, il faut atteindre un moment fléchissant suffisant pour que la contrainte dépasse la limite élastique.
Au cours de la flexion, la partie de la tôle extérieure au pli s'étire tandis que la partie intérieure au pli se comprime. Il en résulte des variations de dimension de la tôle. Lors de la conception de la pièce, ou à défaut de la définition de la méthode de fabrication, il faut déterminer les dimensions de la tôle avant pliage pour atteindre les dimensions visées (celles cotées sur le plan). La méthode empirique permettant de plier une tôle est la suivante :
- Pour obtenir la cote de développement, il faut multiplier l'épaisseur du matériau par 2 et la déduire de la longueur non pliée.
- En règle générale, le rayon extérieur du pliage est égal au rayon intérieur plus l'épaisseur de la tôle.

### Soyage

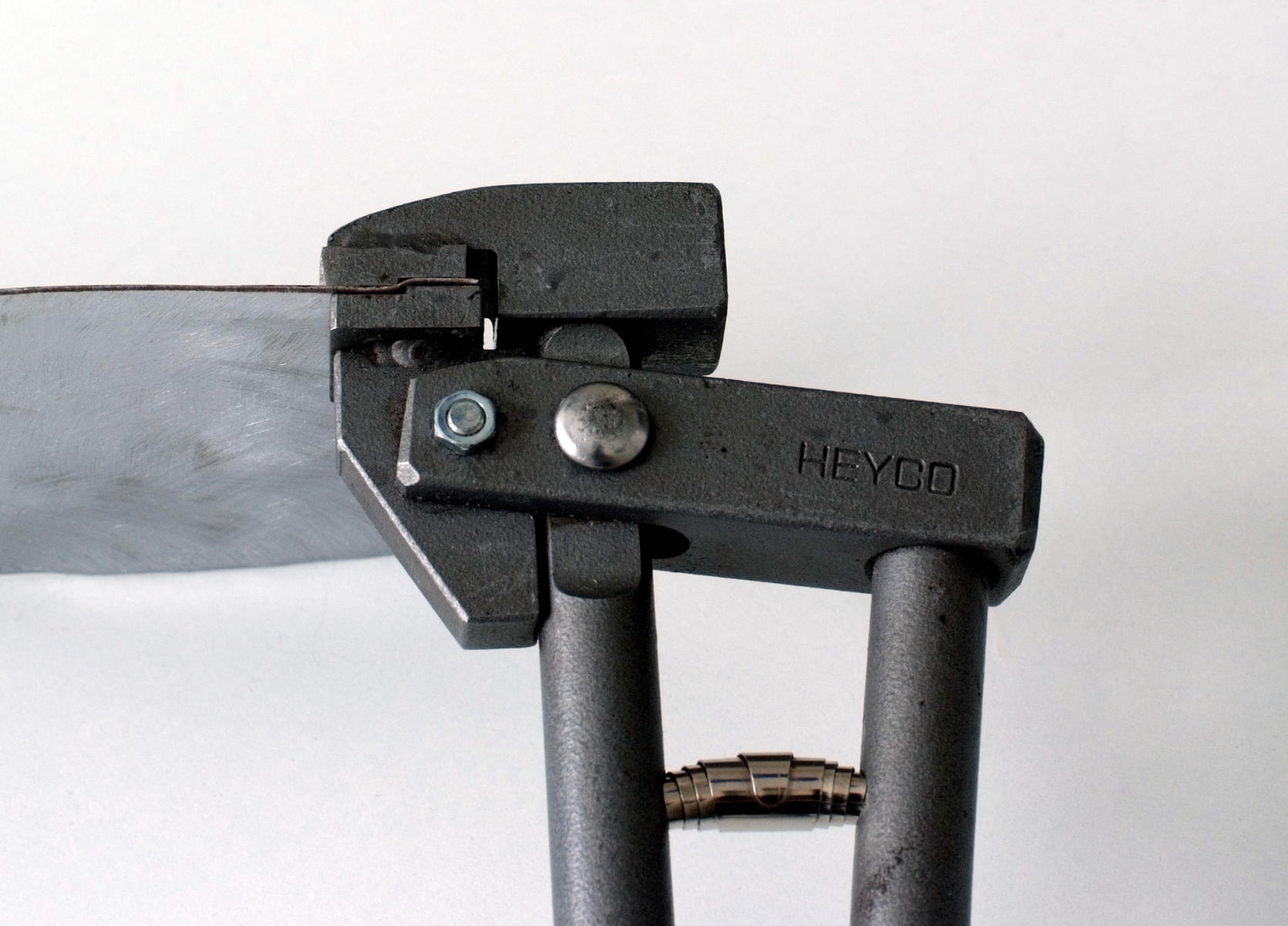
Pince à soyer et tôle en cours de soyage.

Le soyage consiste en un double-pliage (en escalier) d'une tôle plane dans le but d'assembler deux tôles en gardant une finition plane,.